# Producción de árboles de navidad

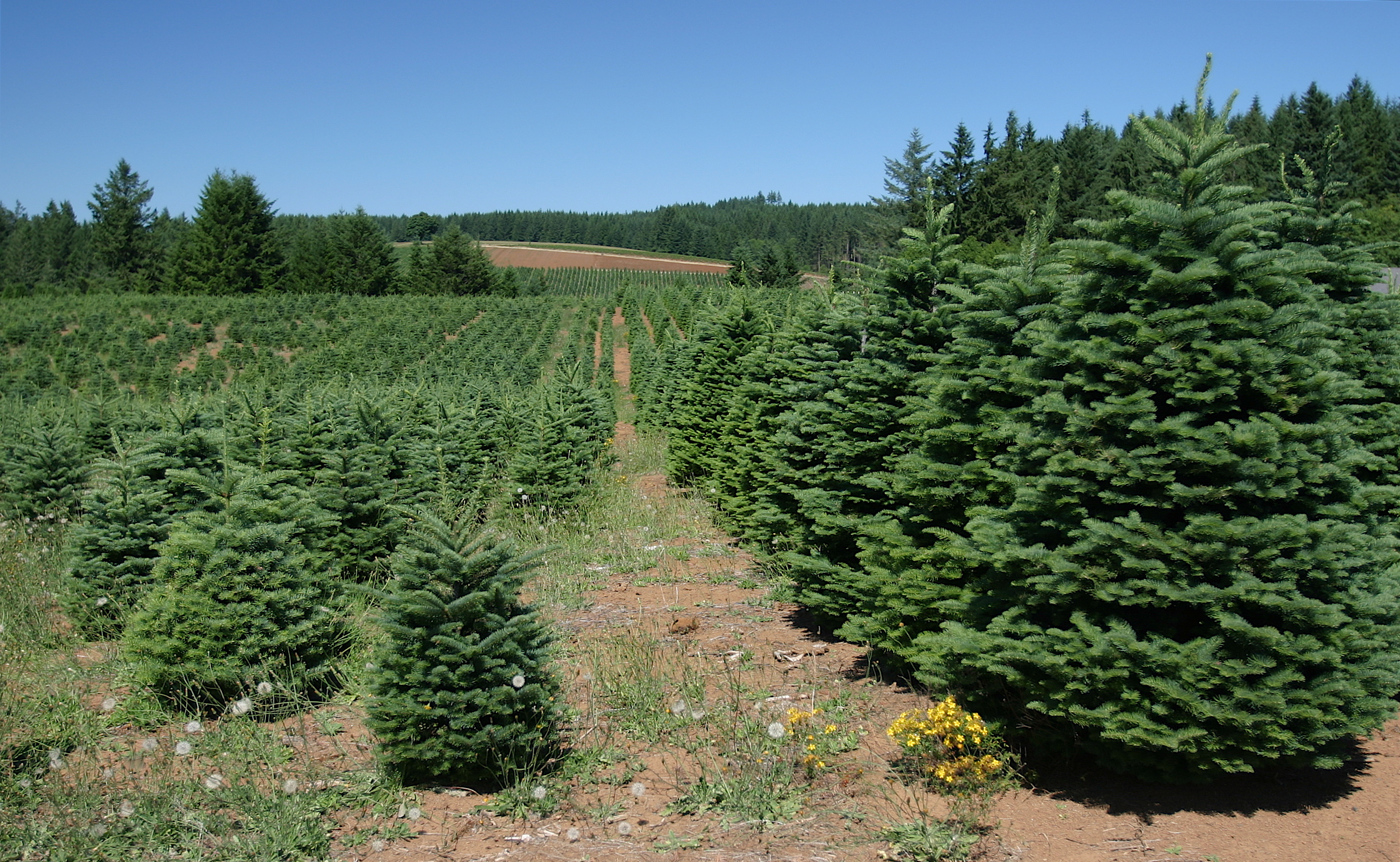
Una granja de árboles de Navidad en el estado estadounidense de Oregón, lugar que tenía más área dedicada al cultivo que cualquier otro estado de Estados Unidos dn 2002.

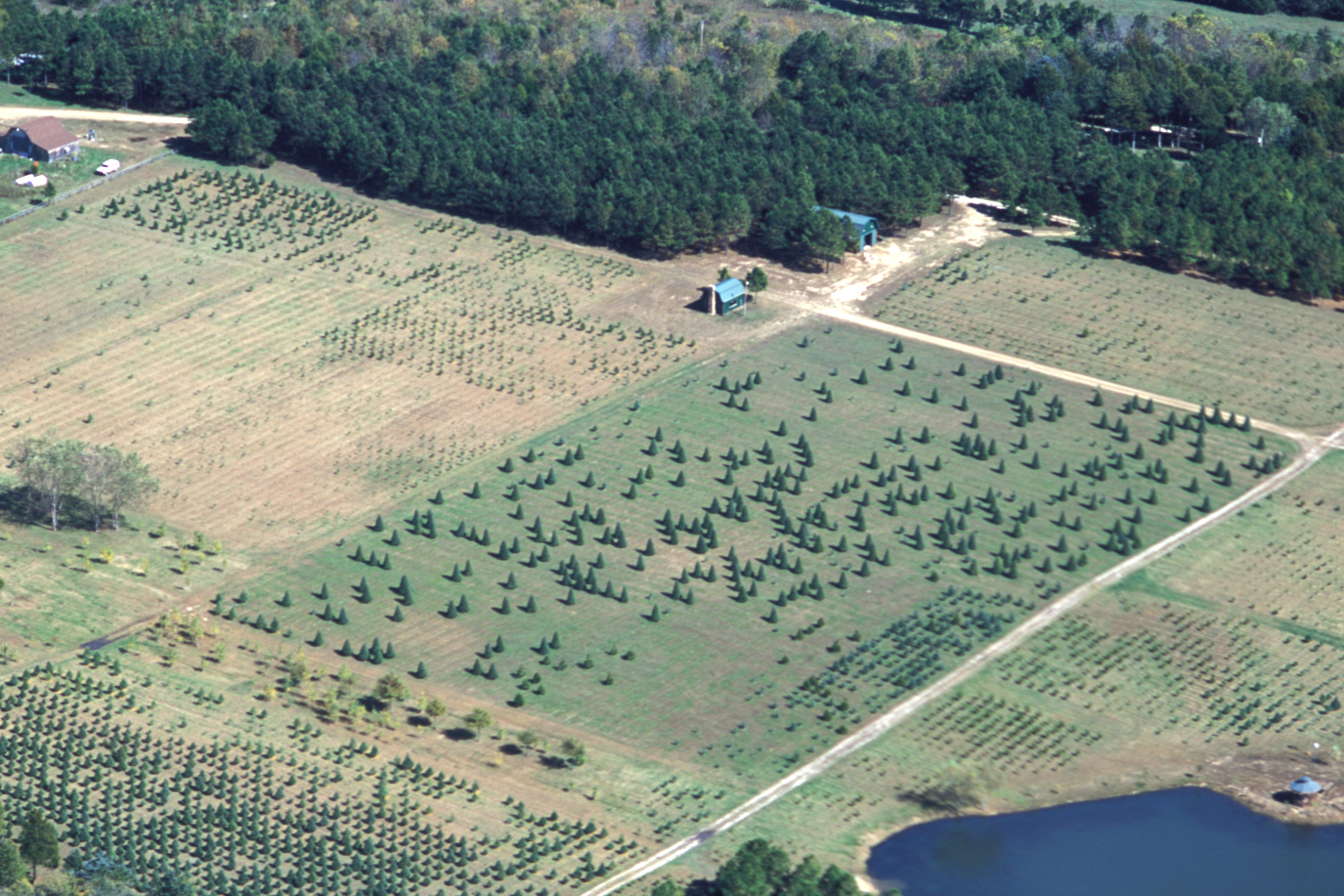
Una vista aérea de una granja de árboles de Navidad en el estado estadounidense de Missouri.

La producción de árboles de Navidad se realiza en todo el mundo en granjas de árboles de Navidad, en fábricas de árboles artificiales y a partir de hebras nativas de pinos y abetos. Los árboles de Navidad, pinos y abetos cultivados expresamente para su uso como árbol de Navidad, se cultivan en plantaciones en muchas naciones occidentales, incluidos Australia, el Reino Unido y los Estados Unidos. En Australia, la industria es relativamente nueva y naciones como Estados Unidos, Alemania y Canadá se encuentran entre los líderes mundiales en producción anual.
Gran Bretaña consume alrededor de 8 millones de árboles al año, mientras que en Estados Unidos se venden entre 35 y 40 millones de árboles durante la temporada navideña. Los árboles de Navidad artificiales se producen principalmente en el área del delta del río Pearl en China. Los precios de los árboles de Navidad se describieron utilizando un modelo de Hotelling-Faustmann en 2001, el estudio mostró que los precios de los árboles de Navidad disminuyeron con la edad y demostró por qué más agricultores no ponen precio a sus árboles por pie. En 1993, los economistas hicieron las primeras estimaciones conocidas de elasticidad de la demanda para el mercado de árboles de Navidad naturales.

## Producción de árboles naturales

### Australia
El cultivo de árboles de Navidad es una actividad agrícola relativamente nueva en Australia, ya que la industria sólo ha surgido a principios del siglo XXI. La producción de árboles de Navidad en Australia presenta una serie de diferencias con respecto a los países del hemisferio norte. La temporada de cultivo difiere porque la cosecha se realiza en una época del año diferente, lo que significa que las lecciones aprendidas sobre el cultivo en Estados Unidos y Europa son más difíciles de aplicar a Australia. La diferencia estacional también afecta al calendario de poda y esquilado del cultivo. La otra diferencia principal en el cultivo de árboles de Navidad en Australia se encuentra en el tipo de árbol que se cultiva: el Pinus radiata, que ya no se cultiva habitualmente para árboles de Navidad en Estados Unidos y Europa, es popular en Australia.

### Europa

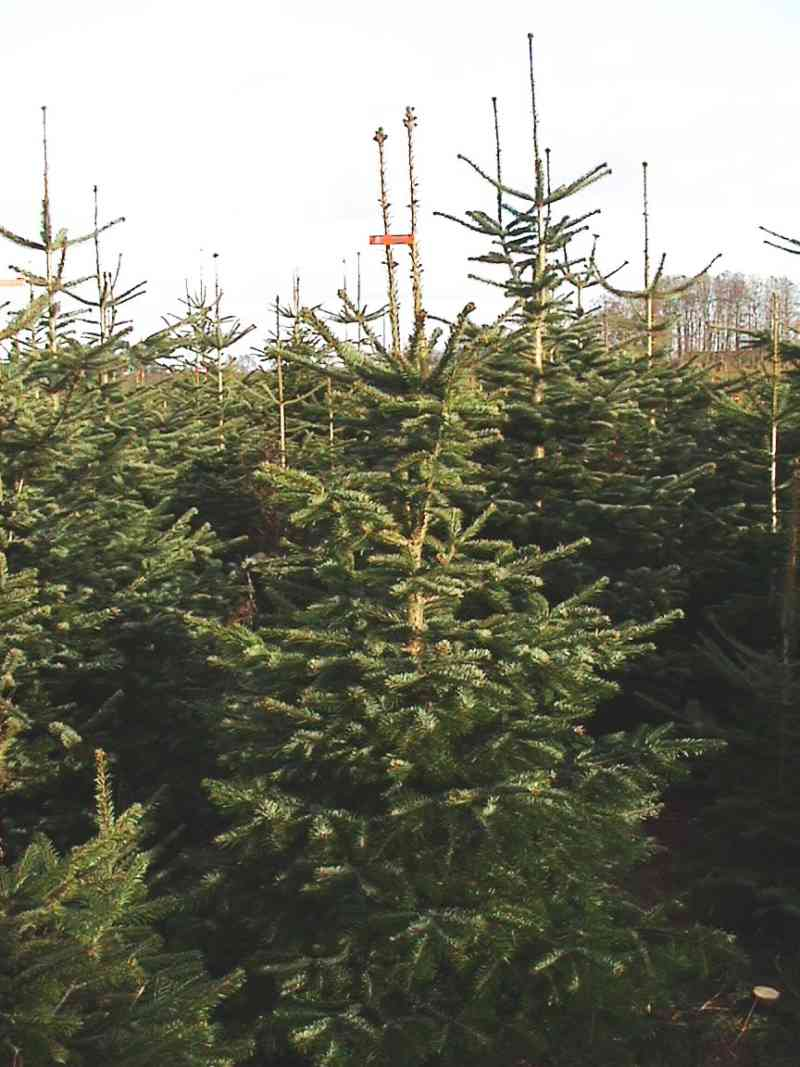
Abetos de Nordmann en una granja de árboles de Navidad en Europa.

La demanda europea de árboles vivos alcanza unos 50 millones por año, en comparación con la demanda de unos 35 millones de árboles en los Estados Unidos. Dinamarca es uno de los principales productores de árboles de Navidad vivos; cerca del 90% se exporta a otras naciones europeas, como Gran Bretaña, Francia, Alemania y Austria. En 2004, Dinamarca exportó cerca de un millón de árboles a Gran Bretaña. Las ventas de árboles de Navidad en 2005 en Dinamarca fueron de unos 1200 millones de coronas (204 millones de dólares, 160 millones de euros), de los cuales 1100 millones correspondieron a exportaciones.
Los principales productores europeos de árboles de Navidad naturales se encuentran en Europa central y occidental. Las estimaciones de 2018 indicaban que Alemania producía 18 millones de árboles de Navidad al año, seguida por los 6 millones de Francia, los 10 millones de Dinamarca, los 5.2 millones de Bélgica y los 4.4 millones de Gran Bretaña.
Las semillas utilizadas para cultivar árboles de Navidad en la mayoría de los países europeos se recogen en Georgia (90%). Las condiciones de trabajo de los recolectores de semillas en una industria en gran medida no regulada han sido señaladas como una preocupación para las principales empresas que compran semillas para su cultivo en Dinamarca. En última instancia, el cultivo de los árboles de Navidad que acaban en la mayoría de los hogares de toda Europa ha sido producido por trabajadores en condiciones protegidas por la legislación europea. Sin embargo, las semillas cosechadas en Georgia para producir esos árboles son recogidas por trabajadores en condiciones muy precarias.

## Producción de árboles artificiales
La mayoría de los árboles de Navidad artificiales están hechos de plástico 100% reciclado de materiales de embalaje de PVC usados en China. Los promotores de árboles artificiales los destacan como convenientes, reutilizables y de mejor calidad que los árboles artificiales del pasado; también señalan que algunos edificios de apartamentos han prohibido los árboles naturales debido a la preocupación por los incendios.
También existe un mercado robusto para árboles de Navidad artificiales en Polonia. Se estima que el 20 % de todos los árboles de Navidad vendidos en Polonia son artificiales, y muchos son fabricados en el país por familias individuales. Un productor de Koziegłówki afirmó que todas las demás casas eran productoras de árboles artificiales. Los árboles están hechos de una película especial que se importa de China o Tailandia. Familias enteras participan en la producción y los árboles se venden en toda Polonia y algunos se exportan a la República Checa y Eslovaquia.